# اس‌ام یو-۲۲ (اتریش-مجارستان)
اس‌ام یو-۲۲ (اتریش-مجارستان) (به انگلیسی: SM U-22 (Austria-Hungary)) یک زیردریایی بود که طول آن ۱۲۷ فوت ۲ اینچ (۳۸٫۷۶ متر) بود. این زیردریایی در سال ۱۹۱۷ ساخته شد.